# The Spectacular Spider-Man (serial animowany)
The Spectacular Spider-Man – amerykańska animowana seria oparta na komiksach opublikowanych przez Marvel Comics i rozpowszechniona w telewizji przez Grega Weismana i Victora Cooka. W warunkach tonu i stylu, seria jest oparta głównie na oryginalnych historiach wykreowanych przez Stana Lee i Steve'a Ditko, z podobnym bilansem działania, dramatem i komedią. Jednocześnie dążono do korzystania z różnych epok komiksu, jak m.in. z serii „Ultimate Spider-Man”, oraz filmów kinowych z człowiekiem-pająkiem w roli głównej.
The Spectacular Spider-Man swoją premierę miał 8 marca 2008 w paśmie Kids' WB!. Drugi sezon serialu emitowany był w Disney XD w Stanach Zjednoczonych i został zakończony 18 listopada 2009 roku.

## Fabuła
Serial rozpoczyna się w noc poprzedzającą początek przedostatniego roku szkoły średniej Petera Parkera. Posiada on pajęcze moce już od 4 miesięcy, ale dopiero teraz będzie miał szanse na prawdziwe wyzwanie – pojedynki z super-łotrami. Szkolnymi przyjaciółmi Petera są Harry Osborn i Gwen Stacy, z którą Peter dostaje się na staż u doktora Connorsa, gdzie spotyka swojego dawnego kolegę, Eddiego Brocka.

## Obsada
- Josh Keaton – Peter Parker/Spider-Man
- Thom Adcox – Tinkerer
- Edward Asner – wujek Ben
- Dee Bradley Baker – Dr. Curt Connors/Lizard
- Irene Bedard – Jean DeWolff
- Jeff Bennett –
  - Montana/Shocker,
  - St. John Devereaux,
  - Bernard Houseman
- Xander Berkeley – Mysterio
- Steven Blum –
  - Green Goblin,
  - Chameleon,
  - Blackie Gaxton,
  - Dillbert Trilby,
  - Seymour O'Reilly
- Clancy Brown –
  - George Stacy,
  - Rhino
- Angela Bryant – Calypso
- Max Burkholder – Billy Connors
- Lacey Chabert – Gwen Stacy
- Nikki Cox – Silver Sable
- Jim Cummings – Crusher Hogan
- Keith David – Tombstone
- Grey DeLisle –
  - Betty Brant,
  - Sally Avril/Bluebird
- John DiMaggio –
  - Hammerhead,
  - Sandman
- Benjamin Diskin – Eddie Brock/Venom
- Charles Duckworth – Hobie Brown/Prowler
- Robert Englund – Vulture
- Bill Fagerbakke – Morris Bench/Hydro-Man
- Miguel Ferrer – Silvermane
- Crispin Freeman – Electro
- Elisa Gabrielli – Ashley Kafka
- Brian George –
  - Aaron Warren,
  - Miles Warren/Jackal
- Dorian Harewood – Dr. Bromwell
- Tricia Helfer – Black Cat
- Kelly Hu – Sha Shan Nguyen
- Andrew Kishino –
  - Kenny McFarlane/Kenny Kong,
  - Ned Leeds/Ned Lee
- Clyde Kusatsu – Ted Twaki
- Phil LaMarr –
  - Robbie Robertson,
  - Randy Robertson,
  - Fancy Dan/Ricochet
- Joshua LeBar – Flash Thompson
- Eric Lopez – Mark Allan/Molten Man
- Jane Lynch – Joan Jameson
- Peter MacNicol – Doktor Octopus
- Vanessa Marshall – Mary Jane Watson
- Daran Norris – J. Jonah Jameson
- Alan Rachins – Norman Osborn/Green Goblin
- James Remar – Walter Hardy
- Kevin Michael Richardson –
  - Tombstone,
  - Dyrektor Davis
- Kath Soucie –
  - Dr. Martha Connors,
  - Anna Watson
- Deborah Strang – ciocia May
- Cree Summer – Glory Grant
- James Arnold Taylor –
  - Harry Osborn,
  - Frederick Foswell
- Danny Trejo – Ox
- Alanna Ubach – Liz Allan
- Courtney B. Vance – Roderick Kingsley/Hobgoblin
- Eric Vesbit – Kraven the Hunter
- B.J. Ward – burmistrz Waters
- Greg Weisman – Donald Menken
- Thomas F. Wilson – Stan Carter/Sin-Eater